# Xíling somali
El xíling somali (somali: shilin soomaali o, simplement, shilin) és la unitat monetària de Somàlia. El codi ISO 4217 és SOS i s'acostuma a abreujar SoSh. Tradicionalment s'ha subdividit en 100 cèntims (sent), però ja fa temps que no s'utilitza la moneda fraccionària.
En obtenir la independència, Somàlia va adoptar el xíling somali 1962 en substitució del xíling de l'Àfrica Oriental en termes paritaris (1=1), moneda que s'havia introduït el 1921 a la Somàlia Britànica. A la part que controlava Itàlia (Somàlia Italiana), va substituir el somalo, introduït el 1950, que tenia el mateix valor que l'antic xíling de l'Àfrica Oriental. A la regió de Somalilàndia, autodeclarada independent el 1991, a partir del 1994 s'hi utilitza una moneda pròpia, el xíling de Somalilàndia.
Emès pel Banc Central de Somàlia (somali: Bankiga Dhexe ee Soomaaliya), en circulen bitllets de 500 i 1.000 xílings (els de 5, 10, 20, 50 i 100 han deixat de fer-ho pel seu escàs valor). Actualment no en circulen monedes. A causa de la situació d'incertesa a Somàlia, amb territoris controlats per diversos poders, a part del xíling somali també hi circulen altres monedes de la regió com el xíling kenyà, així com el dòlar dels Estats Units o l'euro.

## Taxes de canvi
- 1 EUR = 1.720,42 SOS (20 de juny del 2006)
- 1 USD = 1.369,55 SOS (20 de juny del 2006)